# Geistertänzer
Geistertänzer ist der elfte Kriminalroman in einer Serie von Tony Hillerman. Unter dem Titel Sacred Clowns erschien er 1993 in englischer Sprache, deutschsprachig 1995 im Goldmann Verlag.

## Kontext
Geistertänzer ist ein Ethno-Krimi. Die Kriminalromane der Serie um die beiden Ermittler Joe Leaphorn und Jim Chee, zwei Polizisten der Navajo Tribal Police (Polizei der Navajo Nation Reservation), bauen sich auch um indianische Kultur auf. Ort der Handlung in Geistertänzer ist der Nordosten des US-Bundesstaats Arizona und dort die dünn besiedelten Navajo Nation Reservation und das fiktive Dorf Tano Pueblo der benachbarten Pueblo-Kultur.

## Personen

### Die Polizei
- Officer (Beamter) Jim Chee (Kriegername: „Der, der weit voraus denkt“[Anm. 2]), ein Angehöriger der Navajo (auch: Dinee, „Volk“). Er hat die Absicht Hataalii[Anm. 3] zu werden, einer, der rituelle Gesänge beherrscht, die eingesetzt werden, wenn ein Mensch mit sich und seiner Umwelt nicht mehr im Einklang lebt und deshalb erkrankt. Stationiert ist Chee seit einer Woche im „Amt für öffentliche Sicherheit“ in Window Rock, wo er mit
- Lieutenant (Leutnant) Joe Leaphorn, einem älteren Kollegen, ebenfalls Angehöriger der Navajo, eine nur aus den beiden bestehende Ermittlungsgruppe bildet, die eigentlich Korruption aufdecken soll. Vor einiger Zeit ist, Emma, die Frau von Joe Leaphorn, bei einer Operation verstorben. Im Fokus des beruflichen Interesses von Leaphorn steht der Raubmord an Eric Dorsey.
- Special Agent David W. Streib, „Dilly“, ist der örtlich zuständige Beamte des FBI und mit Leaphorn seit langem bekannt.
- Lieutenant Ed Toddy ist Polizist in dem Bezirk, in dem Eric Dorsey lebte.
- Sergeant Harold Blizzard, vom Bureau of Indian Affairs, ist „Stadtindianer“, zwar Indianer, aber in der Stadt aufgewachsen, kommt mit der indianischen Kultur nicht immer zurecht und braucht deswegen die Unterstützung von Chee. Er ermittelt in einem weiteren Mordfall, der sich während eines großen Festes in Tano Pueblo ereignete.

### Die Freundinnen
- Janet Pete, Rechtsanwältin beim Federal public defender, und Jim Chee versuchen sich an einer dauerhaften Beziehung.
- Louisa Bourebonette, eine Anthropologie-Professorin, und Joe Leaphorn haben sich im vorangegangenen Roman, Der Koyote wartet, kennen gelernt. Sie sind einander näher gekommen und wollen gemeinsam nach China und in die Mongolei reisen. Das geht gründlich schief, weil Joe Leaphorn durch eine Unachtsamkeit von Chee in den Verdacht gerät, Polizeiinterna an die Medien weitergegeben zu haben und eine gegen Leaphorn gerichtete Untersuchung ihn hindert, mitzureisen.

### Die anderen
- Delmar Kanitewa aus Tano Pueblo ist verschwunden. Seine politisch einflussreiche Großmutter macht Druck auf die Polizei, was aber plötzlich nachlässt.
- Francis Seyesva, der Onkel von Delmar Kanitewa, lebt in Tano Pueblo und ist Mitglied in einer Kiva, einer religiösen Bruderschaft, für die er in der Rolle eines Kosharen[Anm. 4] bei religiösen Festen auftritt. Nach dem Fest wird er erschlagen aufgefunden.
- Eric Dorsey ist Werk-Lehrer an der Schule Saint Bonaventure Indian Mission in Thoreau. Er ist Idealist und hilft allen, die Hilfe brauchen. Als Werk-Lehrer unterrichtet er die Kinder auch in traditionellen Silberarbeiten. Das Silber dafür verwahrt er in einem Schrank in der Schule. Es ist verschwunden, als er tot aufgefunden wird.
- Eugene Ahkeah wird aufgrund eines anonymen Telefonanrufs und des gestohlenen Silbers, das unter seinem Wohnwagen gefunden wird, verhaftet. Er soll Eric Dorsey umgebracht haben.
- Victor Todachena stirbt, als ihn nachts ein angetrunkener Autofahrer überfährt.
- Asher Davis handelt mit Antiquitäten und hat dabei einen guten Ruf gewahrt. Er ist seit langem mit
- Roger Applebee befreundet, einem Rechtsanwalt, der die Interessen der Gegner einer geplanten Mülldeponie vertritt.
- Jimmy Chester ist Politiker im Stammesrat und für die Mülldeponie.
- Bert Penitewa ist Governor (Bürgermeister) von Tano Pueblo.
- Virginia Toledo ist die Sekretärin im „Amt für öffentliche Sicherheit“.
- Hosteen Frank Sam Nakai ist der Onkel von Jim Chee mütterlicherseits und dessen Lehrer für das Wissen eines Hataalii.

## Handlung

### Die Kriminalfälle
Jim Chee soll im Auftrag seines neuen Chefs, Joe Leaphorn, den aus der Schule weggelaufenen Delmar Kanitewa finden. Ein weiterer Auftrag lautet, den Autofahrer zu ermitteln, der Victor Todachena überfahren und dann Fahrerflucht begangen hat. Das ist eine ziemlich aussichtslose Angelegenheit, da es keine Spuren gibt. Da geschieht, nahezu unter den Augen von Jim Chee, bei einem religiösen Fest in Tano Pueblo ein Mord. Tano Pueblo liegt aber außerhalb der Zuständigkeit der Navajo Tribal Police. Joe Leaphorn dagegen ermittelt in einem anderen Mordfall, dem Tod von Eric Dorsey, Werk-Lehrer an der Schule Saint Bonaventure Indian Mission in Thoreau. Erst im Laufe der Handlung ergibt sich eine Verbindung zwischen beiden Mordfällen. Und es ist typisch für die Leaphorn/Chee-Reihe von Tony Hillermann, dass es dabei wieder einmal um Antiquitäten geht. Nachdem Chee sich in einem Leserbrief an die Zeitung gegen eine geplante Mülldeponie auf Indianer-Land ausgesprochen hat, wird er für Roger Applebee interessant, der als Anwalt die Gegner des Projekts vertritt. Chees gedankenloser Umgang mit dem Mitschnitt eines illegal abgehörten Telefongesprächs bringt seinen Chef, Joe Leaphorn, in arge Bedrängnis. Wegen der folgenden Untersuchung muss er die geplante Reise mit Louisa Bourebonette nach China und in die Mongolei absagen.

### Nebenhandlungen
Die Liebesgeschichte zwischen Jim Chee und Janet Pete leidet diesmal darunter, dass Jim Chee in einen Gewissenskonflikt gerät, da Janet wenig über ihre eigene Clan-Zugehörigkeiten weiß, die traditionell eine große Rolle dabei spielt, ob eine Beziehung möglich ist oder nicht. Als Hataalii nimmt er es damit genau, versucht sich bei seinem Onkel, Hosteen Frank Sam Nakai, und anderen Stammesautoritäten Rat zu holen und muss in der Frage schließlich eigenständig eine Lösung finden. Janet ist von seinem zögerlichen Verhalten wenig angetan.
Die Liebesgeschichte zwischen Joe Leaphorn und Louisa Bourebonette setzt sich vorsichtig fort: Sie planen eine gemeinsame Reise nach China und in die Mongolei, weil Louisa Bourebonette als Anthropologin dort sowieso hin muss. Joe Leaphorn muss den Plan aber spät und ganz kurzfristig aufgeben, als eine dienstliche Untersuchung gegen ihn eröffnet wird. Er kann Louisa Bourebonette nicht einmal mehr persönlich erreichen, ihr nur noch auf den Anrufbeantworter sprechen. So bleibt die weitere Entwicklung der Beziehung bis zum Schluss des Romans offen.

## Zitat
„Verglichen damit, was unser Schöpfer von uns erwartet, sind alle Menschen Clowns. (S. 149)“

## Ausgaben
- Englischsprachige Erstausgabe: Sacred Clowns. HarperCollins, New York 1993. ISBN 0-06-016767-X
- Deutschsprachige Ausgabe[3]: Geistertänzer. Goldmann Verlag, München 1995. ISBN 978-3-442-43036-9